# Jürgen Höckner
Jürgen Höckner (* 25. September 1966 in Wels) ist ein ehemaliger oberösterreichischer Politiker (ÖVP). Höckner war von 2009 bis 2021 Abgeordneter zum Oberösterreichischen Landtag und von 2015 bis 2021 Bürgermeister von Scharten. 2022 wurde er rechtskräftig wegen Vergewaltigung verurteilt.

## Ausbildung
Höckner besuchte zwischen 1972 und 1976 die Volksschule in Buchkirchen bzw. Scharten und danach bis 1980 die Hauptschule in Eferding. Danach absolvierte Höckner zwischen 1980 und 1981 die Handelsschule Eferding und danach bis 1984 eine Lehre als Einzelhandelskaufmann beim Oberösterreichischen Landesverlag. Zwischen 1984 und 1993 war Höckner als Vertragsbediensteter im Gemeindeamt Scharten beschäftigt, wobei er 1987 die Beamtenaufstiegsprüfung, 1988 die Standesbeamtenprüfung und 1989 die Gemeindebeamtenfachprüfung B ablegte. Höckner ist seit 1997 Verbandssekretär im Bezirksabfallverband Eferding und absolvierte 1994 eine Ausbildung zum Abfallberater.

## Politik
Höckner war seit 1997 Gemeinderat in Scharten sowie seit 2015 Bürgermeister der Gemeinde. Von 2002 bis 2009 war er Bezirksobmann des ÖAAB. 2002 wurde er in den ÖVP-Bezirksparteivorstand gewählt, zwischen 2005 und 2007 hatte er das Amt des ÖVP-Bezirksparteiobmann-Stellvertreters inne. Höckner war seit 2007 Bezirksparteiobmann und wurde am 23. Oktober 2009 als Landtagsabgeordneter angelobt.

## Verurteilung
Im Dezember 2020 stellte er sein Mandat nach Vergewaltigungsvorwürfen ruhend. Am 22. April 2021 rückte Sybille Prähofer für ihn im Landtag nach.
Am 4. Oktober 2021 wurde Höckner am Landesgericht Wels nicht rechtskräftig zu siebeneinhalb Jahren Haft wegen dreifacher Vergewaltigung, sexueller Belästigung und Verleumdung verurteilt, woraufhin er am Tag darauf das Bürgermeisteramt zurücklegte. Im Oktober 2022 wurde Höckner von der Oberösterreichischen Landesregierung unter ÖVP-Landesrätin Michaela Langer-Weninger eine Ehrenurkunde verliehen, was für Kritik sorgte. Der OGH wies Höckners Nichtigkeitsbeschwerde im November 2022 ab, die Verurteilung ist damit rechtskräftig. Am 21. November 2022 reduzierte das OLG Linz das Strafmaß auf sieben Jahre unbedingter Haft.

## Privat
Höckner ist verheiratet und Vater eines Sohnes (* 1993). Er lebt in Scharten.